# Стоян Коруба
Стоян Симонович Коруба (на сръбски: Стојан Симоновић Коруба или Stojan Simonović Koruba) е сърбомански революционер, деец на сръбската въоръжена пропаганда в Македония от началото на XX век.

## Биография
Стоян Коруба, наричан Корубче, е роден в 1872 година село Шапранце, Прешевска каза на Османската империя, в семейството на Спаса Симонович. Прешевско е гранична със Сърбия каза, в която рано пуска корени сръбската пропаганда. Стоян Коруба остава без образование и се научава сам да чете и пеше. Работи като овчар.
При създаването на сръбското четническо движение, пресича границата и се заклева в Лепчинският манастир „Свети Пантелеймон“. Служи като ятак и куриер и превежда през границата десетки сръбски чети без нито един провал и постепенно се превръща в легенда на сръбското четничество, като получава прякора Лисицата. В 1911 година със семейството си се изселва във Вранска баня.
При избухването на Балканската война в 1912 година участва в нападението на османските караули при Старачка кула и Пчинския манастир, а след това в Кумановската битка. Участва в Първата световна война, като се сражава при отстъплението през Албания и на Солунския фронт.